# Melissa Marr
Melissa Marr (25 luglio 1972) è una scrittrice statunitense che scrive principalmente libri per giovani, ma anche romanzi per adulti nel campo del fantasy urbano. Ha utilizzato lo pseudonimo di Ronnie Douglas in diversi romanzi rosa.
Ex-insegnante d'inglese all'università, il suo romanzo d'esordio, Wicked Lovely - Incantevole e pericoloso, è apparso nella lista dei best seller del Los Angeles Times, del New York Times e dello Spiegel in Germania.

## Opere

### Romanzi per giovani adulti

#### SerieWicked Lovely
- Wicked Lovely - Incantevole e pericoloso, Lain, ISBN 9788876250415, 2008 (Wicked Lovely, 2007)
- Ink Exchange - Sortilegi sulla pelle, Lain, ISBN 9788876250477, 2008 (Ink Exchange, 2008)
- Fragile Eternity - Immortale tentazione, Lain, ISBN 9788876250637, 2009 (Fragile Eternity, 2009)
- Radiant Shadows - Sublime oscurità, Lain, ISBN 9788876250866, 2011 (Radiant Shadows, 2010)
- Darkest Mercy - Discordi armonie, Lain, ISBN 9788876251733, 2012 (Darkest Mercy, 2011)

#### SerieUntamed City
- Untamed City: Carnival of Secrets, 2012

### Romanzi per adolescenti

#### SerieThe Blackwell Pages
- Loki's Wolves, con Kelley Armstrong, 2013
- Odin's Ravens, con Kelley Armstrong, 2014
- Thor's Serpents, con Kelley Armstrong, 2015

### Romanzi per adulti
- Amori infernali, Lain, ISBN 9788876250576, 2009 (Love is Hell, 2008)
- La custode degli spiriti, Fazi Editore, ISBN 9788864115610, 2013 (Graveminder, 2011)
- The Arrivals, 2013

### Graphic Novel

#### SerieWicked Lovely - I racconti del deserto
- Un rifugio sicuro, Lain, ISBN 9788864112039, 2011 (Wicked Lovely - Desert Tales, Sanctuary, 2009)
- Challenge, 2010
- Resolve, 2011

### Opere brevi
- Faery Tales and Nightmares, 2011 (dodici racconti)

## Riconoscimenti
- New York Public Library's Books for the Teen Age 2008, per Wicked Lovely[4]
- Amazon's Best Books of 2007: Top 10 Editor's Picks: Teens, per Wicked Lovely[5]
- IRA Notable Books 2008: Young Adult Fiction, per Wicked Lovely[6]